# Vierge à l'Enfant (Bellini, Berlin)
Vierge à l'Enfant est un tableau du peintre italien Giovanni Bellini réalisé vers 1460. Cette tempera sur panneau est une Vierge à l'Enfant qui représente Marie faisant tenir l'Enfant Jésus presque debout sur un parapet où l'on remarque également un fruit, un paysage se découvrant derrière eux. Elle est conservée à la Gemäldegalerie, à Berlin, en Allemagne, une œuvre très similaire se trouvant au Rijksmuseum, à Amsterdam, aux Pays-Bas.